# Cognettia sphagnetorum
Cognettia sphagnetorum é uma espécie de anelídeo pertencente à família Enchytraeidae.
A autoridade científica da espécie é Veydovsky, tendo sido descrita no ano de 1877.
Trata-se de uma espécie presente no território português, incluindo a sua zona económica exclusiva.